# 광주 석씨
광주 석씨(廣州石氏)는 경기도 광주시를 본관으로 하는 한국의 성씨이다. 시조 석함(石涵)은 조선 선조(宣祖) 12년(1579년) 문과에 급제하여 현감(縣監)을 역임했다.

## 역사
시조 석함(石涵)은 1538년(조선 중종 33년) 통훈대부(通訓大夫) 행전의감첨정(行典醫監僉正)을 지낸 아버지 석수도(石守道)의 아들로 태어났다. 자는 양초(養初)이다. 석함은 조선 선조(宣祖) 1년(1568년) 생원(生員)이 되고, 선조(宣祖) 12년(1579년) 식년시(式年試) 문과에 갑과(甲科) 3위로 급제하여 현감(縣監)을 역임했다. 석함의 형제인 석홍(石泓)은 종7품 직장(直長)을 지내고, 1570년(선조(宣祖) 3년) 의과에 합격했다.

## 과거 급제자
- 석함(石涵, 1538 戊戌生) : 문과(文科) 선조12년(1579년) 식년시 갑과(甲科)
- 석맹희(石孟熙, 1522 壬午生) : 사마시(司馬試) 중종2년(1507년) 식년시 3등
- 석함(石涵, 1538 戊戌生) : 사마시(司馬試) 선조1년(1568년) 증광시 3등
- 석수복(石壽福, 1522 壬午生) : 사마시(司馬試) 선조3년(1570년) 식년시 3등
- 석홍(石泓) : 의과 선조(宣祖) 3년(1570) 식년시(式年試) 3등(三等)

## 인물
- 석주명(石宙明, 1908년 ~ 1950년) : 곤충학자. 평안남도 평양 출생. 1926년 개성송도고등보통학교를 졸업한 뒤 1929년 일본 가고시마고등농림학교를 졸업하였다. 1930년 모교인 송도중학교 생물교사로 부임하여 10여 년간 근무하면서 나비연구에 전념하여 나비박사의 별호까지 얻었다. 1943년 경성제국대학 부속 제주도생약연구소 소장으로 부임하면서부터는 제주도의 곤충연구를 계속하는 한편, 『제주도방언집』(1947)·『제주도문헌집』(1949)·『제주도의 성명조사서』(1949) 등을 출판하였다. 8·15광복과 더불어 수원농사시험장 병리곤충부장에 취임하였다. 1946년 국립과학박물관 동물학부장으로 재직하면서도 연구생활을 계속하였는데 그간에 제작된 귀중한 표본과 연구업적은 범세계적으로 알려져 있다.

- 석주선(石宙善, 1911년 ~ 1996년) : 전통복식학자·민속학자. 호는 난사(蘭斯). 평양 출신. 아버지 석승서와 어머니 김의식 사이에서 3남 1녀 중 외동딸로 태어났다. 1934년 평양 명륜여자보통학교를 졸업하고 일본으로 건너가 1940년 동경 일본고등양재학원을 졸업하였다. 졸업 후 일본 고등양재학원 교원으로 재직하였다. 1945년 해방되자 귀국하여 1950년 6·25 전쟁시까지 국립과학박물관 공예연구실장을 역임하였다. 1974년 영남대학교에서 명예 이학박사 학위를 취득하였다. 석주선은 틈틈이 부녀자들을 대상으로 양재 강습회를 열어 자녀들의 옷을 직접 만들어 입힐 수 있도록 양장 기술을 가르치는 한편, 복식 문화재에 관심을 가지고 수집하기 시작하였다. 이 가운데 귀중한 복식 유물들을 처음으로 국가 관리의 중요민속자료로 지정토록 하여 후학들에게 좋은 연구 자료로 활용되도록 하였다. 1952년 수도여자사범대학 강사를 시작으로 수도여자사범대학 부교수, 동덕여자대학 교수를 거쳐 정년 퇴임하였다. 정년 퇴임 직후 본인이 소장한 3,365점의 복식 관련 문화재와 3,000여 권의 장서를 단국대학교에 기증하였고, 박물관이 완성되기 전까지 민속학연구소 소장으로 있었다. 1981년 5월 2일 단국대학교 석주선기념민속박물관이 개관되었고, 1996년 타계 직전까지 초대 관장으로 있었다.

## 인구
- 1985년 19가구 95명
- 2000년 134가구 416명

## 같이 보기
- 충주 석씨
- 해주 석씨